# ليو واتسون (عازف بيانو)
ليو واتسون (بالإنجليزية: Leo Watson)‏ (و. 1898 – 1950 م) هو عازف بيانو، وعازف جاز، وممثل، ومغني أمريكي، ولد في كانزاس سيتي، ميزوري، يستخدم آلات مترددة، توفي في لوس أنجلوس، عن عمر يناهز 52 عاماً، بسبب نوبة قلبية.

## وصلات خارجية
- ليو واتسون على موقع IMDb (الإنجليزية)
- ليو واتسون على موقع ميوزك برينز (الإنجليزية)
- ليو واتسون على موقع قاعدة بيانات برودواي على الإنترنت (الإنجليزية)
- ليو واتسون على موقع أول ميوزيك (الإنجليزية)
- ليو واتسون على موقع ديسكوغز (الإنجليزية)
- ليو واتسون على موقع قاعدة بيانات الفيلم (الإنجليزية)

- ليو واتسون في قاعدة بيانات الأفلام على الإنترنت